# Гієна плямиста
Гієна плямиста (Crocuta crocuta) — ссавець родини Гієнових (Hyaenidae). Плямиста гієна порівняно широко розповсюджена в Африці. Присутня у майже всіх відкритих середовищах існування на південь від Сахари, включаючи напівпустелі, савани і рідколісся, щільні сухі ліси, і навіть гірські місця проживання, наприклад, на Абердарському хребті, горах Кенії, на Ефіопському нагір'ї до висоти 4100 м над рівнем моря.

## Морфологія
Морфометрія. Довжина голови й тіла: 0,95—1,65 м, довжина хвоста: 22—27 см, висота в плечах: 77—81 см, 44—55 кг, окремі тварини можуть важити до 86 кілограмів.
Опис. Хутро відносно коротке та грубе. Довга спинна грива, характерна для інших видів гієн, відсутня в плямистої гієни. Основний колір шерсті: від піщано-жовтого до червоно-коричневого на спині, боках і ногах. Є численні чорні й темно-коричневі плями. Як і у всіх гієн, передні ноги довші й сильніші, ніж задні. Передні і задні лапи мають кожна по чотири пальці з тупими, що не вбираються кігтями. Як і всі гієни, плямисті гієни пальцеходячі. Хвіст закінчується чорним, густим волоссям. Зубна формула: I 3/3, C 1/1, P 4/3, M 1/1 = 34.

## Поведінка, життєвий цикл
Часто вважається падальником, Crocuta crocuta насправді є ефективним і гнучким мисливцем. Раціон складається з середніх розмірів здобичі, особливо гну, головним чином молоді чи дуже старі. Одна гієна може змусити стада гну тікати, при цьому вона видивляється зі стада слабку тварину й починає гонитву, до якої згодом приєднуються її товариші. На зебр полювання відбувається більш організованою групою з 10—25 гієн. Гонитва триває зазвичай менше 2 кілометрів із середньою швидкістю гієн 40—50 км/год. Їх максимальна швидкість 60 км/год. Приблизно 1/3 усіх полювань успішна. На більшості територій проживання гієни чітко організовані у великі групи, "клани" чисельністю до 80 осіб, які займають територію приблизно 30 км²; вони в свою чергу розділяються на окремі менші групи. Члени клану мітять свою територію та захищають її від інших кланів. Зазвичай, групи чисельністю 2—10 осіб рухаються разом, при полюванні на зебр формуються більші групи.
У кланах плямистих гієн спостерігається чітка лінійна ієрархія домінування, у якій верхні позиції займають самиці, що відрізняє цей вид від більшості інших соціальних ссавців. Навіть самиці із найнижчим рангом домінують над усіма самцями у групі. Положення в ієрархічній системі успадковується щенятами обидвох статей від матері. Проте молоді самці (у віці 2—6 років) переважно переходять в інші клани, де вони можуть мати значно нижчий ранг, ніж у рідній групі.

### Статева поведінка і розмноження

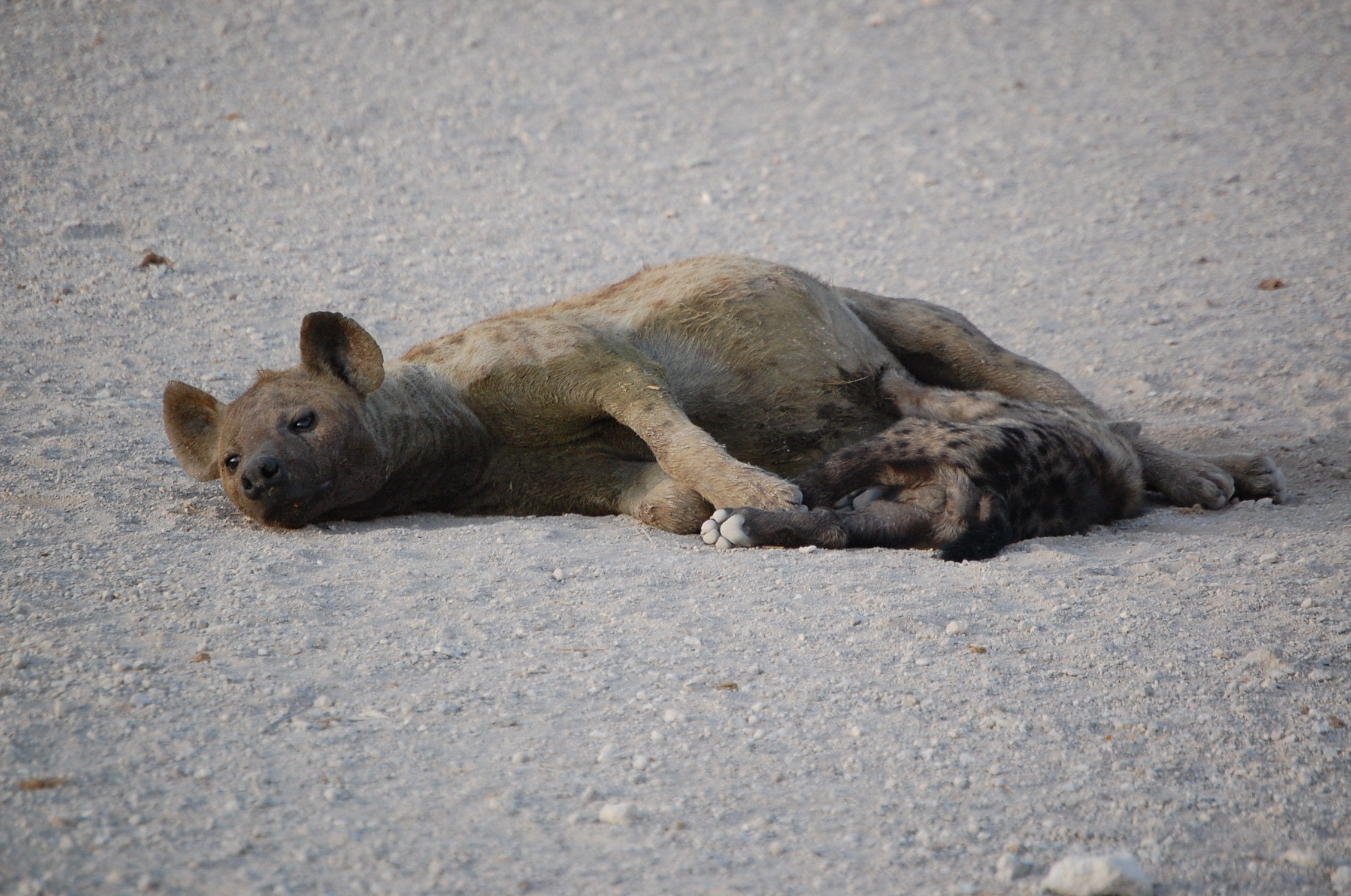
Самиця плямистої гієни годує дитинча

Самиці плямистої гієни сильно мускулінізовані, як стосовно поведінки, так і морфології статевих органів, через це поширена думка, що гієни гермафродитні організми, хоч це й не так. Це хибне уявлення виникло, коли люди помітили, що гієни із вираженим вим'ям також мали органи, схожі до пеніса і здатні до ерекції. Самиці плямистої гієни мають жіночі внутрішні статеві органи (яєчники і матку)  і не мають яєчок, але їхні геніталії сильно видозмінені: клітор помітно видовжений і утворює псевдопеніс (таких же розмірів як і коопулятивний орган самців, але дещо іншої форми), через який самиця випускає сечу, спарюється і народжує щенят; великі статеві губи зростаються і заповнюються сполучною і жировою тканинами, формуючи структуру, схожу на мошонку; піхва не має зовнішнього виходу. Також самиці значно агресивніші і приблизно на 10% більші за самців.
Під час коопуляції самець вводить свій ерегований пеніс у м'який псевдопеніс самиці. Наприкінці вагітності стінки псевдопеніса самиць стають тонкими й еластичними, не зважаючи на що під час пологів на задній поверхні цього органа відкривається кровоточива рана довжиною в кілька сантиметрів, що заживає впродовж кількох тижнів залишаючи, смугу рожевої рубцевої тканини. Також існує підвищений ризик того, що щенята задушаться під час народження.

### Життєвий цикл
Постійних подружніх пар нема. Розмноження може відбуватись в будь-яку пору року. Вагітність триває 110 діб. Зазвичай народжується 2 дитинча. Вага новонароджених 1.5 кг, їхні очі відкриті. У центрі території клану є "дитсадок", де всі самиці народжують а потім вигодовуються усі діти клану, втім кожна самиця вигодовує своїх дітей. Вигодовування молоком триває 12—16 місяців; у цьому віці діти майже набувають розмірів дорослих. Статева зрілість настає для самців у віці 2 роки, для самиць — 3 роки. У неволі Crocuta crocuta може перетнути 41-річну межу у віці. 

## Генетика
Каріотип характеризується диплоїдним числом, 2n=40.

## Загрози та охорона
За межами природоохоронних територій Crocuta crocuta піддаються переслідуванню з боку людини шляхом відстрілів, захоплення та отруєння. Це ж може іноді виникати в межах охоронних територій. Crocuta crocuta проживає на багатьох охоронних територіях.